# Альмерсбах-им-Таль
Альмерсбах-им-Таль (нем. Allmersbach im Tal) — община в Германии, в земле Баден-Вюртемберг.
Подчиняется административному округу Штутгарт. Входит в состав района Ремс-Мур.  Население составляет 4705 человек (на 31 декабря 2010 года). Занимает площадь 7,95 км².